# Мордобой (комикс)
«Мордобо́й» (англ. Kick-Ass, варианты перевода: «Надра́ть зад», «Офиге́нный», «Пипе́ц», «Поджо́пник») — серия комиксов, написанная Марком Милларом и нарисованная Джоном Ромитай-младшим. Издана компанией Icon, входящей в состав Marvel Comics.

## История создания
Марк Миллар называл идею комикса «весьма автобиографичной»:
Когда мне было 15, я и мои лучшие друзья зачитывались комиксами Фрэнка Миллера, такими как Batman: Year One. Мы занимались этим тогда, когда надо было готовиться к экзаменам. Мы хотели стать супергероями, как Бэтмен. Это было жалкое зрелище. История Kick-Ass на самом деле о том, что бы случилось, если бы мы не пришли в себя и воплотили свою мечту в жизнь.

## Сюжет
Дэйв Лизевски — обыкновенный 16-летний подросток, ученик одной из школ Нью-Йорка. Не «ботан», но и не громила, он не пользуется успехом у девушек. Дэйв — большой фанат комиксов. Однажды он задумывается, почему в реальном мире нет супергероев и решает это исправить. Облачившись в зелёный  водолазный костюм и маску он выходит на улицы города чтобы бороться с преступностью, но первая же его вылазка оканчивается плачевно: он ввязывается в драку, в которой получает удар ножом и, вдобавок, его сбивает машина.
После долгого времени лечения и курса реабилитации Дэйв выходит из больницы с тремя металлическими пластинами в голове, которые слегка завышают его болевой порог, и твердым намерением завязать с карьерой супергероя. Однако, вернувшись домой, вскоре он вновь надевает костюм и выходит на улицы. Волей случая он спасает незнакомца от банды грабителей. Один из свидетелей драки записывает происходящее на камеру мобильного телефона.
Видео попадает на YouTube и бьёт все рекорды по количеству просмотров. Мордобой (такой псевдоним берёт себе Дэйв) становится Сенсацией всего лишь за 24 часа. Дэйв создаёт страничку супергероя на MySpace, чтобы каждый, кому требуется помощь, мог обратиться за ней к Мордобою. Его первой миссией должен был стать разговор с неким Эдди Ломассом, чья бывшая девушка пожаловалась герою на звонки с угрозами от Эдди. На деле Ломас оказывается мелким мафиози и Дэйв попадает в квартиру полную гангстеров. Завязывается драка и жизнь Мордобоя оказывается под угрозой. Внезапно в квартире появляется маленькая девочка в костюме супергероя, вооруженная двумя самурайскими мечами, назвавшаяся Хит-Гёрл. Она в одиночку убивает Эдди и всех членов его банды. Мордобой пытается проследить за Хит-Гёрл, но ей удаётся скрыться вместе с мужчиной по имени Большой Папочка, также одетым как супергерой.
Позже в Интернете Дэйв узнает, что Мордобой вдохновил целую субкультуру людей, изображающих супергероев, однако никакой информации о Хит-Гёрл и Большом Папочке он не находит. Среди новоявленных супергероев самым известным становится некто Красный Туман которому приписывают победу над русской мафией и торговцами людьми. Дэйв испытывает неприязнь к нему, так как все внимание фанатов и СМИ переключилось на Красного Тумана. Мордобой назначает Красному Туману встречу. Выясняется, что никаких подвигов самолично Туман не совершал и героем он стал вдохновившись поступками Мордобоя. Оба героя быстро сдружились и стали напарниками, занявшись патрулированием города на так называемом «Туманомобиле». В первый же вечер совместной работы они оказываются у дома охваченного пожаром. Одна из жительниц дома просит героев спасти оставшегося внутри Чарли. Красный Туман считает эту затею безрассудной, но Мордобой отваживается зайти в горящее здание и его напарнику приходится последовать за ним. Там герои узнают, что Чарли всего лишь маленький котёнок. Здание рушится но Мордобой и Красный Туман чудом остаются живы.
Лизевски возвращается домой и вместе с отцом смотрит репортаж посвященный Мордобою и Красному Туману, вместе ставшим ещё более популярными, чем по отдельности. Позже Дэйву наносят визит Хит-Гёрл и Большой Папочка, которые намерены привлечь его к операции по устранению наркобарона Джона Дженовазе. Оказывается, что Большой Папочка — бывший полицейский жена которого была убита мафией. Он и его дочь Хит-Гёрл посвятили свою жизнь борьбе с преступностью самыми радикальными методами. Дэйву предъявлен ультиматум: либо он вместе с Красным Туманом присоединяется к безумной парочке, либо личность Мордобоя будет раскрыта. Мордобой и Красный Туман отправляются на заброшенный склад где им была назначена встреча. Там они обнаруживают Хит-Гёрл и Большого Папочку в плену у гангстеров. Красный Туман оказывается сыном Дженовазе и его сотрудничество с Мордобоем являлось частью плана по уничтожению супергероев. Гангстеры убивают Большого Папочку и подвергают пыткам Мордобоя. Хит-Гёрл предпочла напасть, но ловит пулю и её отталкивает в окно.
Мордобоя привязывают к стулу, снимают с него штаны и прикрепляют к его яйцам электрокабель, после чего начинают бить его током. Под воздействием электрического тока Дэйв не выдерживает и начинает рассказывать всё о себе и даже историю, которую ему поведала Минди про Большого папочку и его жену, которую убили. Однако гангстеры не удивляются, словно они не впервые слышат эту историю. Большой папочка захлебываясь в крови сознаётся, что он не был копом, а был бухгалтером кредитной компании. Жена его ненавидела и он сбежал вместе с дочкой чтобы начать новую жизнь. А они начали убивать людей Джона Дженовезе, потому что им нужен был злодей. Большого папочку убивают выстрелив в голову из пистолета, а Дэйва решают ещё дольше бить током. Однако Дэйв начинает оскорблять гангстеров, провоцируя их на то, чтобы они кулаками избивали его. Однако Дэйву было всё равно, так как он не чувствовал боли и в момент избиения стул, к которому Дэйв был привязан, ломается. Тем самым Дэйв освобождается и готовится сам навалять бандитам. Однако его прижимают к стене, но в последний момент выжавшая Хит-Гёрл возвращается чтобы отомстить за отца. Мордобой и Хит-Гёрл пробираются в здание Дженовезе и убивают всех злодеев. История заканчивается тем, как Хит-Герл уже будучи Минди идёт в школу, а Дэйв Лизевски признаётся своей девушке, что он не гей на что она злится и просит своего друга навалять Дэйву. Но всё-таки есть кое-кто, о ком они забыли — Красный Туман.

## Персонажи

### Мордобой(Пипец)
Настоящее имя — Дэйв Лизевски. Шестнадцатилетний школьник, решивший стать первым супергероем в реальной жизни. Мордобой носит костюм аквалангиста зелёного и жёлтого цветов и вооружён двумя резиновыми дубинками. Дейв считает себя истинным супергероем, хоть и не обладает ни суперсилами (хотя после того, как его в первый раз избили, врачи вставили ему в голову три металлические пластины и у него слегка повысился болевой порог, что значительно увеличило его выносливость в бою, может терпеть удары, от которых обычный человек впал бы в болевой шок или потерял сознание), ни боевыми качествами. От этого он каждый раз, когда встревает в драку с бандитами, страдает. Однако он полон решимости и верит в своё дело. Мордобоя от Большого Папани и Хит-Гёрл отличает неспособность убить человека: он может избить, но не убить.

### Хит-Гёрл(Убивашка)
Настоящее имя — Минди Маккриди. Впервые появилась в третьем выпуске. Дочь Деймона Маккриди, воспитанная им в качестве супергероини. Хит-Гёрл является умелым и жестоким бойцом. В отличие от большинства девочек её возраста, она интересуется оружием и довольно хорошо владеет им. Равнодушна к тем, кого убивает. Ненормативно выражается, любит продукцию Hello Kitty, комиксы, фильмы Клинта Иствуда и Джона Ву. Есть очень мало моментов, где она ведёт себя как другие девочки её возраста. Часто показывает себя гораздо более зрелой чем её коллега по борьбе с преступностью Мордобой. Очень решительна. Примером этого является сцена, в которой Мордобой говорит ей, что её отец был просто убит, на что она ответила: «Завершим работу, оплакивать будем позже». Однако, когда Джон Дженовезе наконец умер, она обращается к Мордобою и просит обнять её, покрытая слезами и кровью. Художник Джон Ромита-младший так прокомментировал персонажа:
Я думаю, что могло произойти, чтобы маленькая девочка стала такой сильной? И я сравнил (отца девочки) с родителями, которые превращают своих детей в суперспортсменов. Даже против их воли. Они становятся безвольными спортсменами, почти полностью. И это их ожесточает. Здесь это проявилось схожим образом.

### Большой Папочка (Папаня)
Настоящее имя — Деймон Маккриди. Изображается с очень жёстким характером, бесстрашен и амбициозен. Фанат комиксов, притворяющийся бывшим полицейским, у которого бандиты отняли семью (в духе Карателя). На самом деле когда-то работал бухгалтером и вёл жизнь неудачника, которого бросила жена. Он выкрал маленькую дочь и стал путешествовать по стране, уничтожая криминальные элементы. Ресурсами ему служила собственная коллекция раритетных комиксов, которые он продавал и закупал необходимое оборудование.

### Красный туман (Кровавый Угар)
Настоящее имя — Крис Дженовазе. Сначала представляется как фанат комиксов, вдохновленный Мордобоем стать супергероем, но потом оказывается предателем, сыном Дженовазе, который втерся в доверие Мордобою, чтобы выйти на Большого Папочку и Хит-Гёрл. После гибели отца взял имя «Мазафакер» и стал супер злодеем.

## Критика
Kick-Ass Марка Миллара и Джона Ромиты-мл. настолько смехотворен и изо всех сил старается бросить вызов любой здоровой критике в его адрес.IGN.com

## Фильм
В апреле 2010 года вышла экранизация комикса «Kick-Ass», в русском прокате шёл под названием «Пипец». Главную роль исполнил Аарон Джонсон, роль Красного Тумана (в русском переводе — Кровавый Угар) — Кристофер Минц-Пласс, Хит-Гёрл (Убивашку) сыграла Хлоя Морец, а Большого Папочку (Папаню) — Николас Кейдж. Сюжетная линия была основана на первом томе и существенно отличается от оригинала. Например: в фильме о том, что Красный Туман — предатель, зрителю известно заранее, а имя его отца изменено на Фрэнк Д’Амико (его сыграл Марк Стронг), пластины Дэйву вставляют не только в голову, а почти во всё тело, по этой причине он не чувствует удары, которые наносят по всему телу, а не только по голове. Кэти не злится на Дэйва за ложь и начинает с ним встречаться, а Дэйв в финале отказывается от костюма. История Дэймона и Минди про полицейского и мафиози не была вымыслом, а после победы над Д’Амико, Минди переезжает к бывшему напарнику отца.